# Chiesa di San Benedetto Abate (Forlì)
La chiesa di San Benedetto è una delle chiese parrocchiali della diocesi di Forlì-Bertinoro.

## Storia
La parrocchia nasce con decreto vescovile il 21 marzo 1966, ricavando spazio dagli ambiti prima affidati alle parrocchie dei Romiti, di Roncadello, di San Martino in Villafranca e della Pianta. Fino al 1970 viene gestita dai salesiani di San Biagio, acquisendo poi un suo parroco nella persona di don Pietro Pantieri. Vengono costruiti prima la canonica e il salone parrocchiale, dove vengono celebrate le funzioni fino al completamento della chiesa che viene inaugurata nel 1980.
L'alluvione del 2023 ha seriamente danneggiato la chiesa, soprattutto nell'interno, tornata in attività nel corso dell'anno successivo.
Dove ora sorge la parrocchia di san Benedetto in origine erano presenti due piccoli luoghi di culto: un oratorio annesso alla Villa Bondi-Solieri (via Cadore 78), dedicato a Sant'Antonio di Padova e una celletta, chiamata Celletta della Misericordia, dedicata alla Madonna. Questa, in territorio della parrocchia dei Romiti, fra via Lunga e via Lughese, risale a XVIII secolo (1740-50) voluta dalla famiglia Sauli per celebrare la beatificazione del vescovo di Pavia Alessandro Sauli. Negli anni '60 del Novecento è teatro anche di matrimoni, celebrati dal sacerdote con gli sposi e i testimoni nell'interno e gli invitati all'esterno, in una zona che è ancora fortemente rurale. Con la costruzione della nuova chiesa la piccola cappella non viene più officiata, tanto che nel 1972 si progetta di demolirla, anche se non si dà poi seguito all'intento. Nel 1986 viene rubato il dipinto a tema mariano contenuto nell'interno, poi sostituito da un'opera di Francesco Giuliari, a sua volta sostituita da una copia. La cappella viene ristrutturata nel 1996. Come la chiesa anche la cappella viene danneggiata dall'alluvione.

## Descrizione

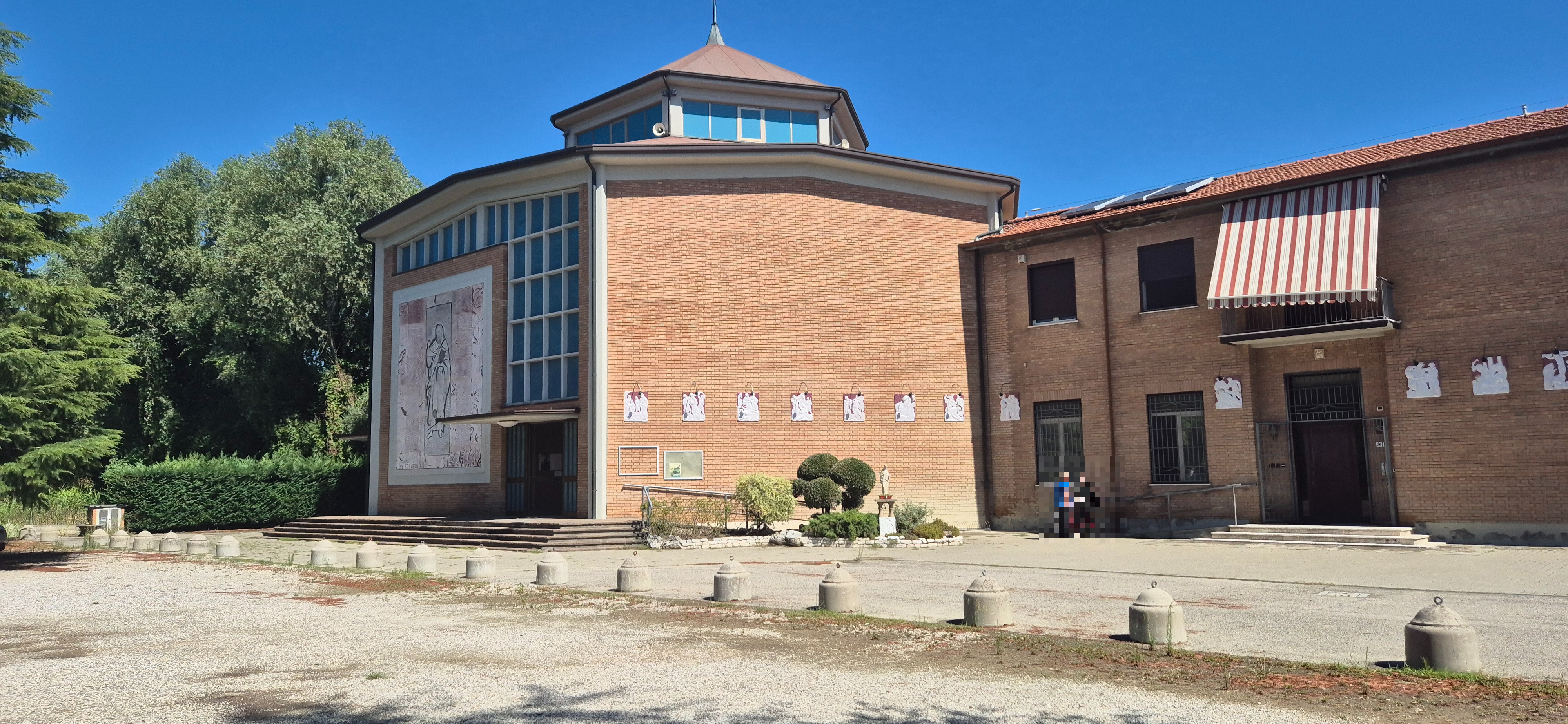

La chiesa si presenta a pianta centrale con una struttura ottagonale evidente sia dall'esterno che dall'interno. Come altre chiese di fine Novecento forlivesi (Regina Pacis, San Giuseppe artigiano, Santa Rita) presenta materiali moderni messi in evidenza senza artifici, abbinati all'uso del mattone a vista con mattoni uguali e disposti in maniera ordinata.
Nel prospetto di destra sono affiancati al corpo della chiesa gli edifici parrocchiali, realizzati nel medesimo stile. Di fronte si trova un piccolo spiazzo con alberi che distacca la chiesa dalla strada su cui si affaccia. La facciata si riconosce per la presenza delle vetrate ottenute dalla ripetizione modulare di elementi quadrangolari in una griglia, del portale protetto da tettoia e dal grande pannello decorativo. Questo è un'opera di Irene Ugolini Zoli realizzata mediante incisione di una lastra di cemento che presenta un colore marrone scuro nei solchi e un rosa pallido nel resto. È stata realizzata fra il 21 marzo e l'11 luglio 1981 e rappresenta San Benedetto benedicente al centro di decorazioni con elementi naturali stilizzati. Lo stile naif e la semplificazione delle forme sono tipici dell'artista forlivese. Altro elemento decorativo sono le quattordici formelle della via crucis realizzate in ceramica dalla bottega Bartoli e Cornacchia di Brisighella e collocate sui muri esterni.

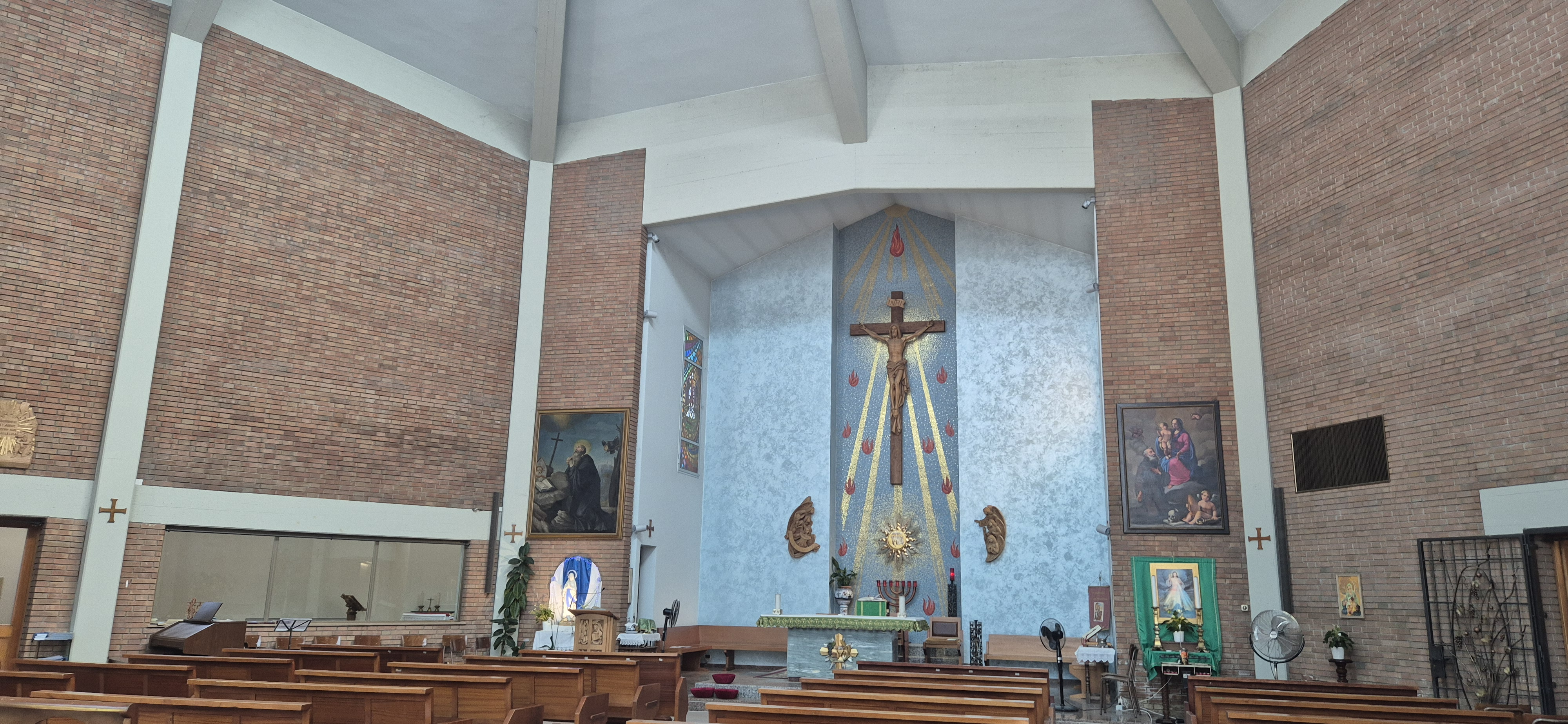

Nell'interno la struttura poligonale è evidente nel tiburio non decorato del soffitto e nell'organizzazione delle volumetrie. L'altare principale è messo in evidenza da una zona rientrante decorata con mosaico azzurro con al centro un grande crocifisso ligneo scolpito. A destra dell'entrata è invece presente una zona adibita a battistero in cui si trova un mosaico che rappresenta il Battesimo di Cristo attorniato da rilievi in ceramica.